# Gilbert d'Aissailly
Gilbert d'Aissailly, mort el 1183, fou el cinquè Mestre de l'Hospital. Va succeir a finals de l'any 1162 o principis de 1163 a Arnaud de Comps i va exercir el càrrec fins al 1169-1170.
És un personatge desconegut fins que accedeix a la magistratura de l'Hospital, se sap que era ja gran quan fou posicionat en aquest càrrec i que per la forma del seu nom era d'origen francès.
Va dimitir del càrrec el 1170, però abans de fer-ho va fer elegir successor segons les disposicions estatutàries. La tria dels electors va portar el tresorer de l'orde Caste de Murols i es va elegir un nou tresorer o gran preceptor. Ara bé, aquest procés es va veure enterbolit per l'antic gran preceptor Pons-Blan que tenia aspiracions a ser el nou mestre. Aquestes aspiracions, però, foren ràpidament contingudes per ordre papal.